# Lellingeria obovata
Lellingeria obovata är en stensöteväxtart som först beskrevs av Edwin Bingham Copeland, och fick sitt nu gällande namn av Alan Reid Smith och R. C. Moran. Lellingeria obovata ingår i släktet Lellingeria och familjen Polypodiaceae. Inga underarter finns listade.